# Juan Ramírez Mejandre
Juan Ramírez Mejandre fue un escultor del Barroco español, nacido el 23 de marzo de 1680 en Bordalba (Comarca de Calatayud) y fallecido el 15 de julio de 1739 en  Zaragoza.

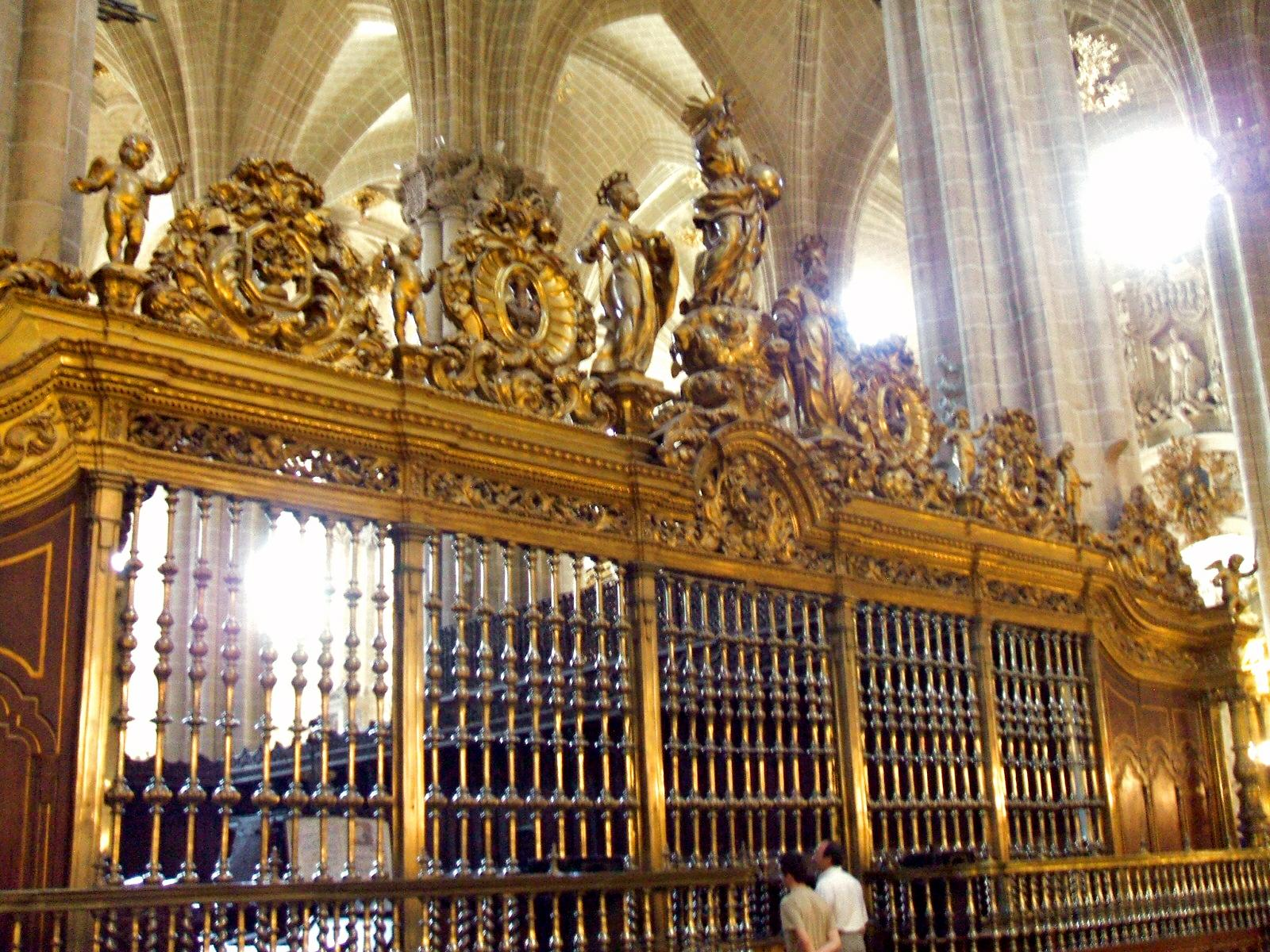
Remate de la reja del coro en la Seo de Zaragoza, obra de Juan Ramírez Mejandre

## Vida y obras
Formado en el taller del escultor aragonés Gregorio de Mesa. Juan Ramírez Mejandre fue el fundador de una Academia de Dibujo (1714-1739) en la ciudad de Zaragoza (muy cerca de la Puerta Cinegia) al finalizar la guerra de sucesión española y es considerado como uno de los mejores escultores aragoneses del siglo XVIII, aunque su obra no es muy conocida. Fue padre de los escultores José Ramírez de Arellano y Manuel Ramírez de Arellano y del pintor Juan Ramírez de Arellano.
La mayor parte de sus obras se conservan en la Seo de Zaragoza.